# Macea

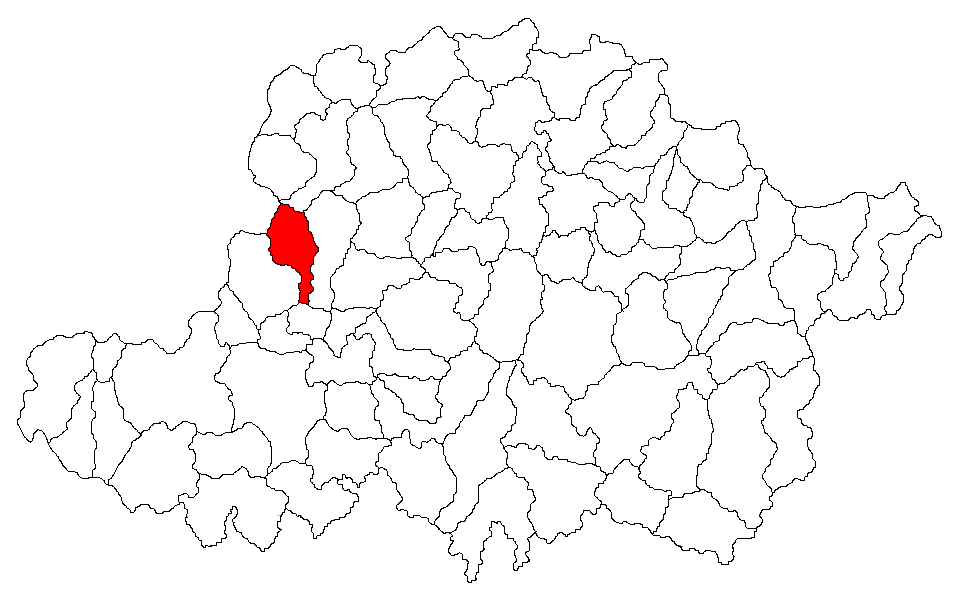
Lage der Gemeinde Macea im Kreis Arad

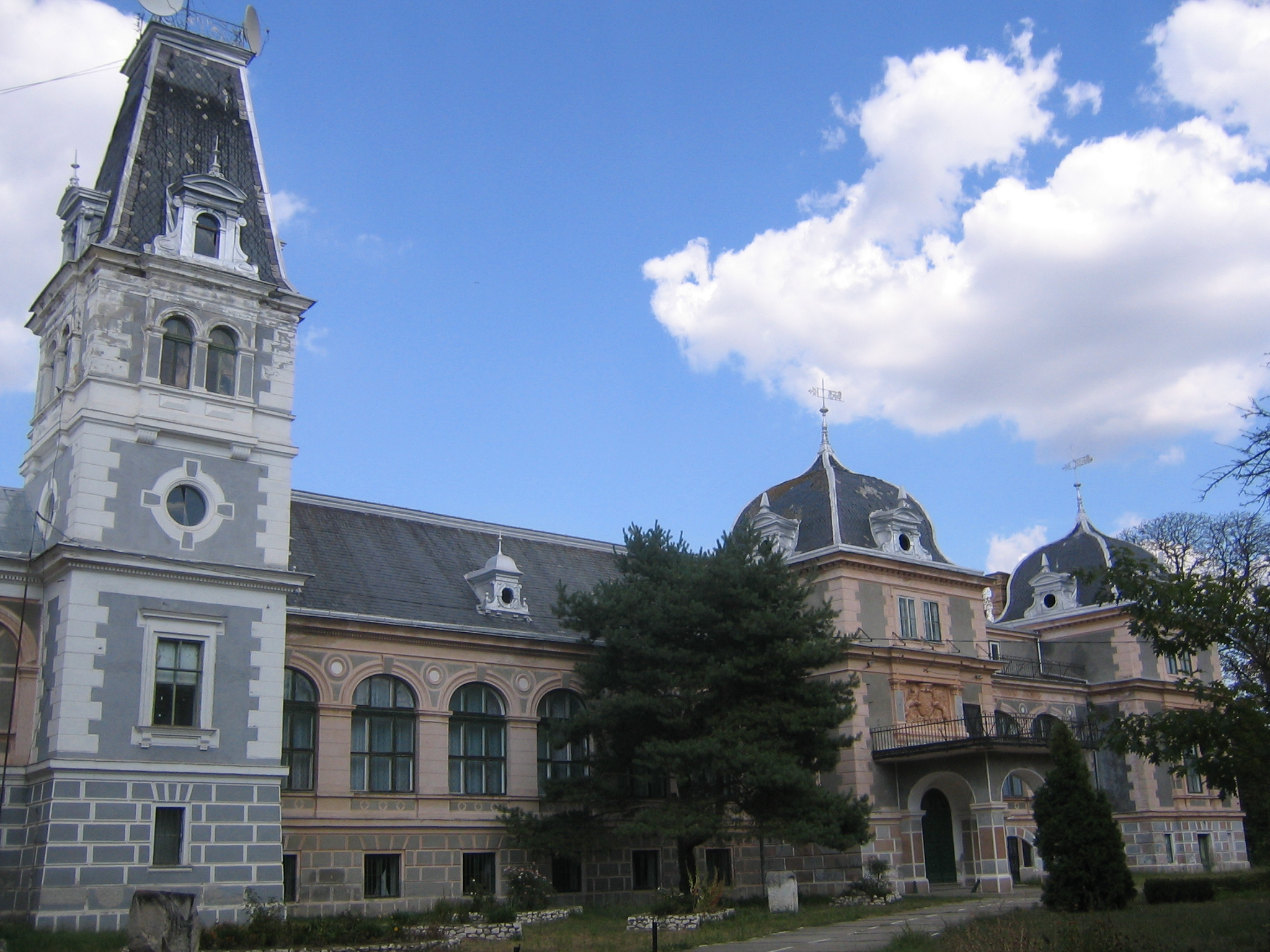
Das Schloss Csernovics in Macea

Macea (deutsch Matscha, ungarisch Mácsa) ist eine Gemeinde im Kreis Arad, Kreischgebiet, Rumänien. Zu der Gemeinde Macea gehört auch das Dorf Sânmartin.

## Geografische Lage
Macea liegt 23 Kilometer nördlich der Kreishauptstadt Arad, zwischen der Marosch und der Kreisch, in unmittelbarer Nähe zum Grenzort Curtici.

## Nachbarorte
| Ungarn    | Sânmartin                                   | Șimand  |
| Ungarn    | Kompassrose, die auf Nachbargemeinden zeigt | Olari   |
| Dorobanți | Curtici                                     | Sântana |

## Geschichte
Der Ort Makija wurde 1380 erstmals urkundlich erwähnt. 1394 wurde eine Straße von Makija nach Socodor angelegt.
1830 bis 1833 kamen 25 deutsche Familien aus Sanktmartin nach Macea. Für die Katholiken ließ der Grundherr Peter Csernovics de Matsca 1855 bis 1858 eine Kapelle errichten. Da die Kapelle im Laufe der Zeit zu klein wurde, ließ der Grundherr Karoli eine Kirche erbauen, die 1896 von Bischof Alexander Dessewffy geweiht wurde.
Schloss Csernovics und dendrologischer Park
Eine Sehenswürdigkeit im Dorf ist das Schloss der Familie Csernovics. Nach dem Frieden von Passarowitz (1718) kam Matscha in den Besitz der Familie Csernovics. Diese ließen 1820 ein Schloss erbauen. Der Bau dauerte 25 Jahre. Nach einer Reise in den Orient brachte der Schlossherr Peter Csernovics exotische Pflanzen und Bäume mit: zwei Exemplare des Ginkgo biloba, sieben Exemplare Aesculus hippocastanum sowie 13 Exemplare des Platanus acerifolia.
Zwischen 1862 und 1866 war Tiberiu Karoli Eigentümer des Schlosses. Er errichtete den nördlichen Flügel und gab ihm das heutige Aussehen. Um die Jahrtausendwende begann Karoli mit der Neugestaltung des Parks, der von 10 Hektar auf 58 Hektar vergrößert wurde. Die Arbeiten wurden von Josef Prohaska aus Jimbolia geleitet. Es wurden ein Schwimmbecken, ein artesischer Brunnen, ein Tennisplatz und mehrere Alleen angelegt. Von 1939 bis 1948 war Adam Iancu aus Curtici neuer Eigentümer.
Ab 1945 war der Park dem Verfall preisgegeben. Es wurden große Flächen gerodet, die Alleen verkamen und viele exotische Pflanzen gingen ein. 1968 wurden 20 Hektar zum dendrologischen Park ausgewiesen und Maßnahmen zur Erhaltung des Parks eingeleitet. Seit 1960 befindet sich der Park unter der Verwaltung der Universität Vasile Goldiș aus Arad. Zurzeit gibt es 2241 verschiedene Pflanzen im Park.

## Demografie
| 1880 | 5373 | 2077 | 562 | 2681 | 53             |
| 1910 | 6950 | 2809 | 751 | 3298 | 92             |
| 1930 | 7523 | 3469 | 260 | 3658 | 136            |
| 1977 | 7398 | 4031 | 245 | 2844 | 278            |
| 1992 | 5715 | 4609 | 217 | 459  | 430            |
| 2002 | 6169 | 5281 | 204 | 136  | 548            |
| 2021 | 5722 | 4724 | 100 | 67   | 828 (285 Roma) |

## Touristische Attraktionen
- Schloss Csernovics
- Dendrologischer Park Macea

## Persönlichkeiten
- Eugen von Rodiczky (1844–1915), ungarischer Agrarwissenschaftler und Hochschullehrer
- Hans Fackelmann (1933–1979), Architekt und Hochschullehrer.